# شاهرخ قرقیزبائف
شاهرخ قرقیزبائف (انگلیسی: Shokhrukh Kirgizboev؛ زادهٔ ۱ مهٔ ۲۰۰۲) بازیکن فوتبال است.
از باشگاه‌هایی که در آن بازی کرده‌است می‌توان به باشگاه فوتبال برقچی اشاره کرد.
وی همچنین در تیم ملی فوتبال تاجیکستان بازی کرده‌است.